# Социальная революция в Руанде
Социа́льная револю́ция в Руа́нде (англ. Rwanda's Social Revolution), также известная как Руанди́йская револю́ция (англ. Rwandan Revolution; фр. Révolution rwandaise), Револю́ция ху́ту (англ. Hutu Revolution), Социа́льная револю́ция ху́ту (англ. Hutu Social Revolution) или «Ве́тер разруше́ния» (руанда umuyaga wo kurimbuka, англ. Wind of Destruction), — период истории Руанды с 1959 по 1961 год, который характеризовался взаимным насилием между двумя основными национально-этническими группами страны — хуту и тутси, развившимся на почве этнической и национальной ненависти. Итогом стало преобразование Руанды из подконтрольной Бельгии монархии во главе с тутси родом из клана Ньигинья в независимую республику под контролем хуту.
Революция началась в ноябре 1959 года с серии нападений, поджогов домов и этнических столкновений, совершённых хуту после того, как группа экстремистов из числа тутси совершила нападение на их вождя Доминика Мбоньюмутву. В ответ тутси попытались добиться скорейшей независимости и изгнать хуту и бельгийцев из страны, но в этом им помешал властвовавший в регионе бельгийский полковник Ги Логье. Бельгийцы стали поддерживать замещение тутси хуту, проводя массовые переназначения и чистки в государственном аппарате. Король Кигели V превратился из фактического правителя страны в номинального властителя, который на деле не имел никакой власти; позже он и вовсе бежал из страны. На фоне продолжающегося этнического насилия бельгийцы организовали выборы, на которых победили националисты-хуту, собрав более 70 % поддержки. В 1961 году страна стала автономной республикой, а год спустя получила независимость.
Революция оказала большое влияние не только на Руанду, но и на ряд других стран региона Великих Африканских озёр. Некоторые историки называют это событие ключевым в истории региона. Оно унесло жизни десятков тысяч человек, возможно, и более сотни, не менее 336 тысяч человек стали беженцами. В дальнейшем партизанские отряды тутси пытались вернуть себе власть, порождая новые всплески этнического насилия. В 1990 году самая крупная из группировок, сформированных из беглецов, — Руандийский патриотический фронт — развязала полномасштабную гражданскую войну, которая привела к ещё более серьёзному обострению межнациональных отношений в стране и геноциду. В итоге РПФ во главе с Полем Кагаме одержал победу и вернул власть тутси. На 2024 год эта военизированная организация, преобразованная в партию, остаётся главной правящей силой в стране.

## Предыстория: причины и развитие межнациональных конфликтов и напряжённости
Племена охотников-собирателей заселили территорию современной Руанды, как и все земли вокруг Великих Африканских озёр, не позднее последней ледниковой эпохи, в промежутке между началом или серединой неолита и 3000 годом до н. э., то есть примерно концом Африканского влажного периода. Они считаются предками пигмеев тва, самой древней и ныне самой малочисленной нации страны.
В 2000 году до н. э. состоялась миграция говорящих на языках банту племён с юга Африки. Относительно того, кем были мигрировавшие племена, есть две теории. Согласно первой из них, «первой волной мигрантов» были хуту или их предки, а тутси представляют собой пришедшие позже племена завоевателей с севера, из района притоков Нила. В пользу этой версии говорит и тот факт, что хуту — земледельцы, а тутси — скотоводы. Согласно другой теории, племена, являвшиеся предками хуту и тутси, прибывали в земли Великих Африканских озёр с юга одновременно и постепенно, небольшими группами, а позже слились в единый народ. Таким образом, исходя из этой теории, все сложившиеся между хуту и тутси различия являются не этническими, а лишь классовыми, связанными с тем, что вторые стали править первыми. В целом же этот вопрос остаётся крайне дискуссионным; в научном сообществе не существует единого мнения на этот счёт. Так или иначе, уже к XVIII—XIX векам обе основные племенные группы страны говорили на одном языке из группы банту, носили одинаковые имена, исповедовали одну и ту же религию, имели одну культуру и один и тот же рацион питания, а также свободно вступали в брак друг с другом.
Изначально племена банту по всей территории Великих Африканских озёр организовывались в кланы (руанда ubwoko), в каждом из которых были как тутси, так и хуту с тва. Позже эти кланы стали объединяться в «королевства» и «княжества» — к 1700 году таких монархий насчитывалось уже восемь. Правителями большинства государств были хуту.

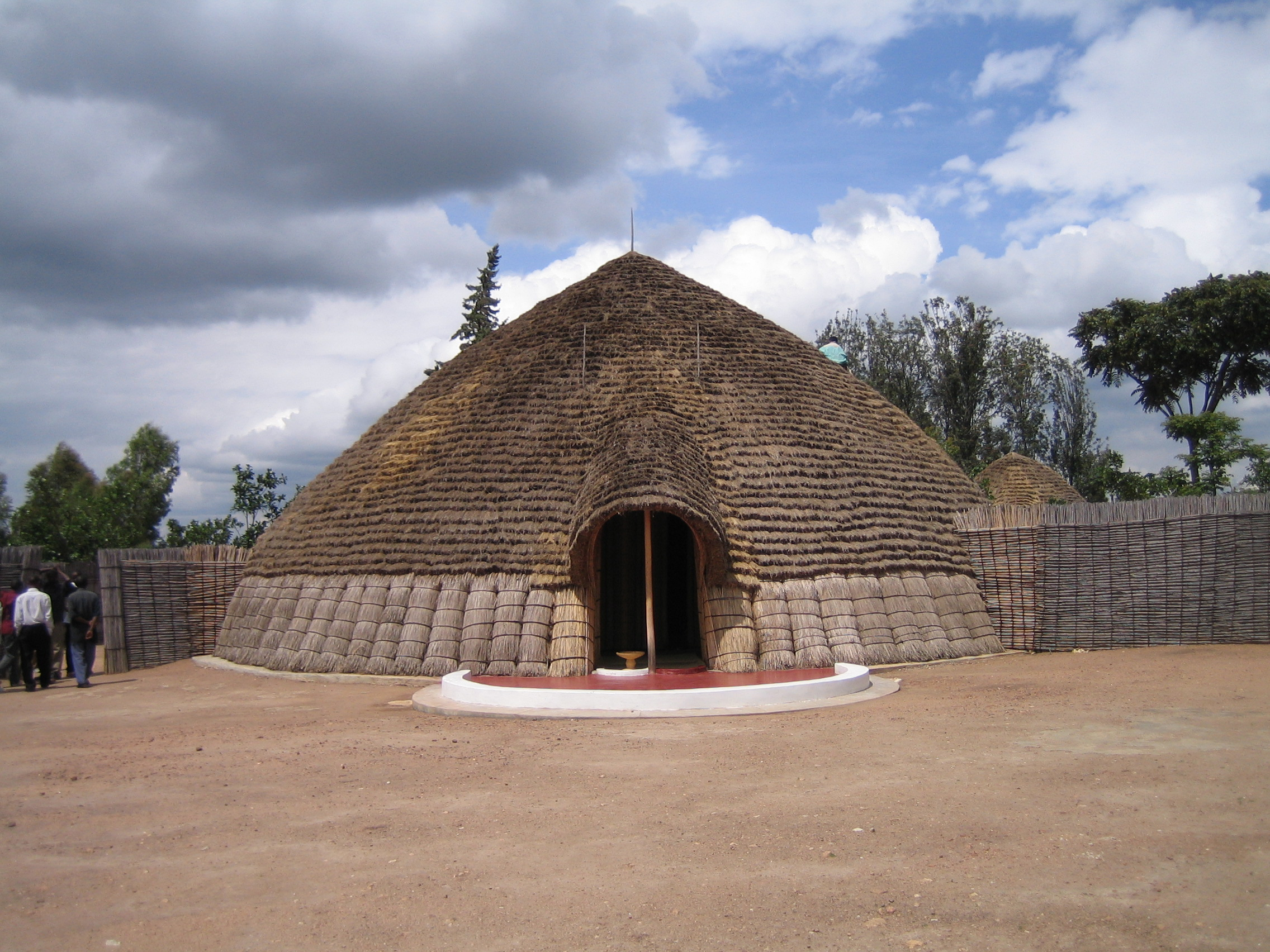
Музей королевского дворца «Рукари»

Примерно с середины XIV века на территории современной Руанды существовало три «княжества», которыми правили тутси. К 1740—1750-м годам они объединились в «королевство», которое вскоре стало доминирующим в регионе, а через сто лет, в правление короля-воина Кигели Рвабугири (он же Кигели IV), достигло территориального апогея. Ему удалось расширить территорию своего государства почти втрое, завоевав земли нескольких соседей. После этого король начал далеко идущую земельную реформу, в ходе которой в обмен на работу в угоду тутси хуту передали часть скота и земель, пригодных для сельского хозяйства. Ранее они были де-факто бесправны, жили общинами и практически не имели имущества. Введённая королём система напоминала барщину и на местном наречии называлась убуретва (руанда uburetwa) — хуту работали безвозмездно два дня в неделю на своего хозяина из тутси. К тому же «королевство» во времена Кигели IV стало полноценным скотоводческим феодальным государством, в котором земледелие, традиционное занятие хуту, не играло большой роли. После этой реформы хуту стали ощущать себя ещё более униженными, чем ранее, поскольку до этого ничего не имея из имущества, они хотя бы не были прислугой у тутси. К тому же представителям двух национальностей отныне было фактически запрещено вступать друг с другом в брак; единичные случаи могли караться изгнанием. В то же время хуту и тутси имели право на единовременную службу в королевской армии. Тва же чувствовали себя лучше хуту. Некоторые из них даже были приближёнными королей. Однако представители этой карликовой нации были слабы физически, имели маленькое потомство, в связи с чем их количество стремительно сокращалось.

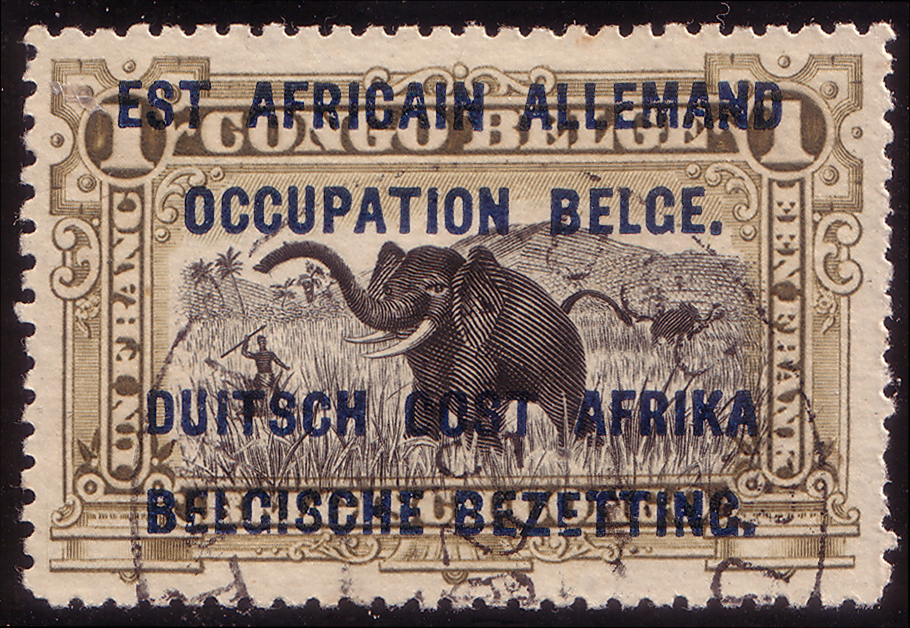
Марка Бельгийского Конго 1916 года со штампом для использования в Германской Восточной Африке, оккупированной Бельгией

В 1884 году ведущие державы Европы провели в Берлине конференцию, на которой закрепили границы, по которым должен был проходить колониальный раздел Африки. После этого на территорию Руанды и в близлежащие «княжества» начались европейские экспедиции. Первым из тех, кто сумел проникнуть в земли «королевства», стал австриец Оскар Бауман, ступивший на землю Руанды уже в 1892 году. Следом за ним во главе войска в 620 человек сюда прибыл Густав Адольф фон Гётцен, которому даже удалось побывать на официальном приёме у короля, на котором Густав предложил ему добровольно перейти под протекторат Германии. Король ответил отказом, что привело к государственному перевороту, первому в истории страны. На трон сел Юхи V Мусинга, признавший протекторат кайзера и 22 марта 1897 года закрепивший его законодательно. Немцы создали здесь сильную вертикаль власти и осуществляли опосредованное военное правление, привлекая к процессу племенных вождей с целью обеспечения возможности содержания на территории как можно меньшего числа войск.
Ситуация изменилась с началом Первой мировой войны. 31 августа 1915 года Бельгия, входившая в Антанту и воевавшая с входившей в Тройственный союз Германией, вторглась в земли Германской Восточной Африки и к следующему году взяла значительную часть этой колонии под свой контроль, установив свою администрацию. Одержав победу, бельгийцы, как писал французский профессор и специалист по району Великих Африканских озёр Жан-Пьер Кретьен, стали управлять страной ещё более жёстко, чем немцы: они лишили всех местных вождей прав на правление своим народом и под мандатом Лиги наций управляли сами, централизованно и без посредников. Однако, согласно историку-африканисту Катарин Ньюбери, власть короля оставалась незыблемой, и в действительности все европейские чиновники, которые управляли провинциями, назначались лишь с его согласия. По её словам, главы низших субъектов теоретически зависели от них, однако де-факто тоже напрямую подчинялись мвами, а резиденции европейских губернаторов управлялись его жёнами или наложницами. Таким образом, согласно Ньюбери, в каждом округе было минимум по три должностных лица, напрямую зависевших от короля. Стремясь держать под контролем любые действия в колонии, бельгийцы сохранили немецкую систему управления государством и сотрудничали с традиционными руандийскими вождями-тутси, что ставило хуту в ещё более зависимое положение, чем когда «королевство» было полностью независимым. Они же внедрили в систему управления страной удостоверения личности с указанием национальности в отдельной графе без возможности её изменения, что сделало национальную ситуацию ещё более напряжённой. Система управления, внедрённая бельгийцами, похожа на южноафриканский апартеид, внедрённый африканерами годами позже. До этого люди разделялись по нациям более по социально-политическому, нежели этническому признаку, и могли «переходить из одной национальности в другую»: разбогатевший хуту имел возможность примкнуть к правящей элите, где его считали тутси, а обедневших тутси нередко относили к хуту.

## События перед революцией

### Образование контрэлиты со стороны хуту
Бельгия не только удержала территорию колонии Руанда-Урунди в межвоенный период, но и продолжила управлять ей и после окончания Второй мировой войны, получив от Организации Объединённых Наций мандат на контроль территории вплоть до обеспечения её независимости. Эта война значительно изменила жизнь в стране, в частности экономический ландшафт: оборот наличности рос, а вместе с ним рос и спрос на рабочую силу на рудниках конголезской Катанги и на сахарных и кофейных плантациях Руанды-Урунди. Одновременно произошёл важный сдвиг в католической церкви: многих священников руандийской церкви, происходивших из богатых и консервативных слоёв общества, бельгийцы заменили на молодое и готовое к переменам духовенство из рабочего класса, подавляющая часть из которого была фламандцами по происхождению. В отличие от ранее занимавших эти посты валлонских бельгийцев, они сочувствовали положению хуту. Новые экономические условия и хорошо налаженное семинарское образование, которое давала церковь, дали хуту невозможную ранее социальную мобильность и позволили им создать своеобразную интеллигенцию, наиболее видной фигурой которой стал Грегуар Кайибанда. Как и большинство представителей сформированной «контрэлиты» хуту, он прошёл подготовку для получения духовного сана в семинарии Ньякибанды и, завершив в 1948 году своё обучение на священника, устроился учителем начальных классов. В 1952 году Кайибанда сменил Алексиса Кагаме на посту редактора католического журнала L’Ami. В конце десятилетия он был членом совета директоров продовольственного кооператива Trafipro и редактором одного из поддерживавших движение хуту журналов Kinyamateka. Позже Кайибанда основал «Социальное движение Мухуту» (фр. Mouvement social muhutu, MSM), которое ставило своей целью защиту прав и интересов хуту.
Второй крупной фигурой движения был Жозеф Гитера. Как и Кайибанда, он был семинаристом, но в своё время прекратил обучение, задавшись целью построить небольшой кирпичный завод на юге страны, где он и жил. Гитера основал партию под названием «Ассоциация за социальный прогресс народных масс» (фр. Association pour la promotion sociale de la masse, APROSOMA). Историки церкви Иэн и Джейн Линдены описали его как более сострадательного, нежели Кайибанда, но часто неустойчивого и порой фанатичного человека. В отличие от Кайибанды, Гитера ещё в 1957 году призывал к решительным действиям по свержению монархии, «угнетавшей хуту». При этом его риторика в своей основе была нацелена более на освобождение бедных (как хуту, так и тутси) от власти богатых королей, нежели на социальное разделение представителей разных национальностей.

### Ухудшение отношений между хуту и тутси
В начале и середине 1950-х годов Бельгия проводила на территории Руанды-Урунди политику либерализации, демократизации и насаждения антикоммунизма. Интеллигенция поддерживала достаточно дружественные отношения с королём страны, надеясь мирно добиться установления конституционной монархии. Молодые хуту и тутси, которые вместе получали образование в семинарии или работали в области международной торговли, объединялись в группы, получившие среди европейцев известность как «эволюэ» (фр. Évolué, дословно — «Развитый»), и в дальнейшем работали на младших должностях в колониальной администрации. Однако во второй половине 1950-х отношения между ними резко ухудшились. В июле 1956 года конголезская газета La presse africaine опубликовала статью анонимного священника с подробным описанием многолетних предполагаемых злоупотреблений со стороны действующей власти в отношении хуту. Данная публикация не была единственной: позже несколько других конголезских и руанда-урундийских газет опубликовали похожие статьи, которые подробно описывали историю межнациональных взаимоотношений, а также статус и полномочия мвами. Король Мутара III и члены правящей верхушки тутси отвергли эти обвинения, заявив, что никаких национальных различий в государстве не существует и что хуту и тутси неотличимы друг от друга.
До 1956 года монархи тутси не придавали большого значения процессу обретения независимости, будучи уверены, что в должный момент бельгийцы просто передадут им всю полноту власти. Однако в конце этого года Мутара III и его приближённые, встревоженные быстрорастущим влиянием хуту, начали кампанию по максимально быстрому переходу к независимости. Историк Джеймс Карни назвал 1956 год в Руанде-Урунди «годом манифестов» (англ. The Year of Manifestoes). Сначала мвами и его верховный совет, в котором по-прежнему доминировали тутси, через манифест, названный «Mise au point» (с фр. — «Совершенствование» и написанный в ожидании миссии ООН, предложили основать новые министерства, которыми они бы управляли независимо от колонизаторов: финансов, образования, общественных работ и внутренних дел. Интеллигенция хуту быстро отреагировала на это событие, расценив его как заговор правящей элиты с целью закрепления превосходства тутси в стране и после обретения независимости. Кайибанда вместе с другими лидерами хуту начал работу над своим манифестом, получившим название «Манифест бахуту» (фр. Manifeste des Bahutu). В его написании хуту помогали молодые бельгийские священнослужители, которые по-прежнему сочувствовали положению представителей этой национальности. Данный документ подверг резкой критике косвенное правление бельгийцев. Он призывал к отмене системы Убухаке и развитию среднего класса в обществе. Это был первый в истории документ, в котором хуту и тутси представляли друг друга принадлежащими к разным расам: первые называли вторых хамитами и обвиняли в расизме и установлении «расовой монополии», называя расу «маркером угнетения и свободы». Через манифест Кайибанда и другие лидеры хуту призывали к передаче всей полноты власти от тутси к ним на основе «статистического закона» и к началу экономических и политических реформ в стране. Эти манифесты о конкурирующих друг с другом представлениях по развитию будущего страны привлекли значительное внимание бельгийских политиков и общественности к проблемам социальной политики и социального неравенства в Руанде, которые до этого были предметом изучения лишь для социологов и некоторых специализированных подразделений бельгийской администрации.
Следующим катализатором ухудшения отношений стали первые демократические выборы, прошедшие в 1957 году, на которых имели право голосовать все совершеннолетние мужчины. 66 % избранных парламентариев были хуту, однако ранее на этих должностях хуту и тутси было поровну. На более высокие же должности люди по-прежнему назначались, а не избирались, и почти все они были тутси. Такая несбалансированность подчеркнула, что национальное неравенство не в пользу хуту могло существовать.
В 1958 году группа ультраконсервативно настроенных хуту во главе с Гитерой посетила дворец в Ньянзе. Гитера относился к монарху подчёркнуто уважительно, а Мутара III к лидеру хуту наоборот — с ярко выраженным презрением. В какой-то момент он схватил Гитеру за горло и назвал его и его последователей «ненавистниками Руанды» (руанда inyangarwanda). Это унижение побудило организации MSM, APROSOMA и поддерживающие хуту католические издания занять более твёрдую антимонархическую позицию. Журнал Kinyamateka опубликовал подробный отчёт о том, как монарх обращался с лидером хуту, развенчивая его полубожественный образ и обвиняя в «смертных грехах» — расизме и поддержке доминирования тутси в повседневной жизни. Кроме этого, в журнале публиковались статьи, которые цитировали мифы о происхождении хуту, тутси и тва из «Манифеста бахуту». Авторы этих статей называли политику мвами несовместимой с идеями равенства и демократии. Они не оспаривали власть короля над «крестьянами» напрямую, но рассказ об эмоциональном всплеске Мутары III привёл к расколу между ним, интеллигенцией хуту и бельгийскими властями. В том же году бельгийское колониальное правительство попыталось лишить короля власти, сделав его лишь номинальным властителем. Однако Мутара III всё ещё был популярен у локальных руководителей и среди большинства тутси, которые опасались усиления господства хуту и всё растущего националистического движения последних. Поэтому действия бельгийцев привели к серии протестов и забастовок.

### Смерть Мутару III и формирование «Руандийского национального союза»
В декабре 1958 года губернатор Руанды-Урунди выступил с официальным заявлением, в котором признал существование в стране этнонациональной проблемы, однако утверждая при этом, что она носит не политический характер. Он потребовал от хуту объединиться с тутси в общей борьбе с бедностью, а не заниматься межплеменной рознью. Позже, в январе 1959 года, бельгийское правительство организовало «рабочую группу» (фр. Groupe du travail) и направило её в Руанду для «разведки политической ситуации». Она вернулась в апреле или мае того же года, после чего правительство страны созвало парламентскую комиссию для изучения доступных вариантов демократизации и предоставления независимости колонии, по итогам заседания которой назначило новые выборы на конец года. Совместно с бельгийцами и большей частью духовенства на своей стороне Гитера начал кампанию по уничтожению или захвату калинги (руанда Kalinga) — королевского барабана, одного из главных символов монархии. Мутара III к тому моменту был окончательно испуган движением хуту и контрабандным путём вывез музыкальный инструмент из страны. Он употреблял много алкоголя. 25 июля того же года король умер в Усумбуре вскоре после обращения за медицинской помощью. После первоначального обследования врачи пришли к выводу, что он скончался от кровоизлияния в мозг. Как писала американский гуманитарный деятель Розамунд Карр в книге о своей жизни в Руанде, многие руандийцы тогда были уверены, что это бельгийцы ввели королю смертельную инъекцию. И хотя вскрытие никогда не проводилось из-за возражения королевы-матери, оценка независимых врачей позже подтвердила первоначальный диагноз естественной кончины. О наличии подобных подозрений у населения писала и Катарин Ньюбери, которая при этом отметила, что каких-либо реальных оснований для них у жителей не было. В бельгийских правительственных кругах ходили слухи, что король покончил жизнь ритуальным самоубийством по указанию придворных историков. Несмотря на отсутствие обоснования подозревать бельгийцев в убийстве, эта смерть стала основным катализатором для вспышки межнациональных противоречий и дальнейших событий. Элита тутси, полагая, что короля убили высокопоставленные лица церкви при поддержке бельгийского правительства, начала кампанию против них. Кигели V, брата Мутары III, на должность мвами тутси назначили уже не только без участия европейцев, но и даже против их воли. Историки церкви Иэн и Джейн Линдены описали это событие как «малый переворот тутси».
После коронации Кигели V, которая прошла 28 августа 1959 года, многие тутси, желавшие максимально быстрого продвижения к независимости, основали прокоролевскую и действовавшую на основе манифеста Мутары III партию, которая получила название «Руандийский национальный союз» (фр. Union nationale rwandaise, UNAR). Однако она, несмотря на свою в целом промонархическую направленность, не контролировалась непосредственно королём и собиралась после независимости сделать страну частью коммунистического блока. UNAR призывала руандийцев, «детей Руанды», бороться «за независимость страны и против угнетения со стороны бельгийцев». Однако она имела и скрытую от основных масс цель — заставить последних подавить новые группировки хуту. Помимо этого, UNAR начала продвижение руандийского национализма, пообещав в первую очередь заменить в школьном курсе истории курсы истории Европы на изучение завоеваний короля Кигели IV, и призвала к устранению «белых захватчиков» и их миссионеров. Это побудило церковные власти, а вместе с ними и многих руандийцев, которые считали, что церковь вытащила их из бедности, назвать UNAR антикатолической организацией. Они опубликовали это официальное от имени церкви заявление в газете Temps nouveaux d’Afrique. Гитера же, пользуясь этим обстоятельством, ложно заявил о поддержке церкви со стороны своей партии. Колониальное правительство попыталось ограничить всё растущее влияние UNAR с помощью устранения трёх лидеров партии, а также открыло огонь по протестующим руандерам. Тем временем Грегуар Кайибанда зарегистрировал своё движение MCM как официальную политическую партию, которая получила название «Пармехуту» (Parti du mouvement de l’emancipation hutu, с фр. — «Движение и партия за освобождение хуту»). Она начала мобилизовывать ячейки сторонников по всей стране, призывая к установлению конституционной монархии при политической власти хуту. Историк-африканист Катарин Ньюбери описала ситуацию в конце 1959 года как «кипящий котёл» (англ. simmering caldron): количество демонстраций хуту, требовавших передачу власти представителю их национальности, равно как и аналогичных митингов со стороны тутси, стало настолько велико, что 10 октября бельгийцы запретили их вовсе. Однако данное действие лишь «подлило масла в огонь». 17 октября напротив резиденции губернатора в Кигали прошла демонстрация с требованием освобождения трёх ранее задержанных вождей тутси. Бельгийцы применили против неё слезоточивый газ, и мирное шествие переросло в насилие, в ходе которого пострадали четыре человека, один из которых позже умер. К концу ноября, когда должен был быть опубликован новый парламентский отчёт о ситуации в стране и приближались новые выборы, уровень напряжённости достиг пика. На тот момент бельгийцы планировали привести страну к автономному управлению лишь к 1964 году, а в 1968 году даровать окончательную независимость.

## Революция

### Нападение на Мбоньюмутву и восстание хуту

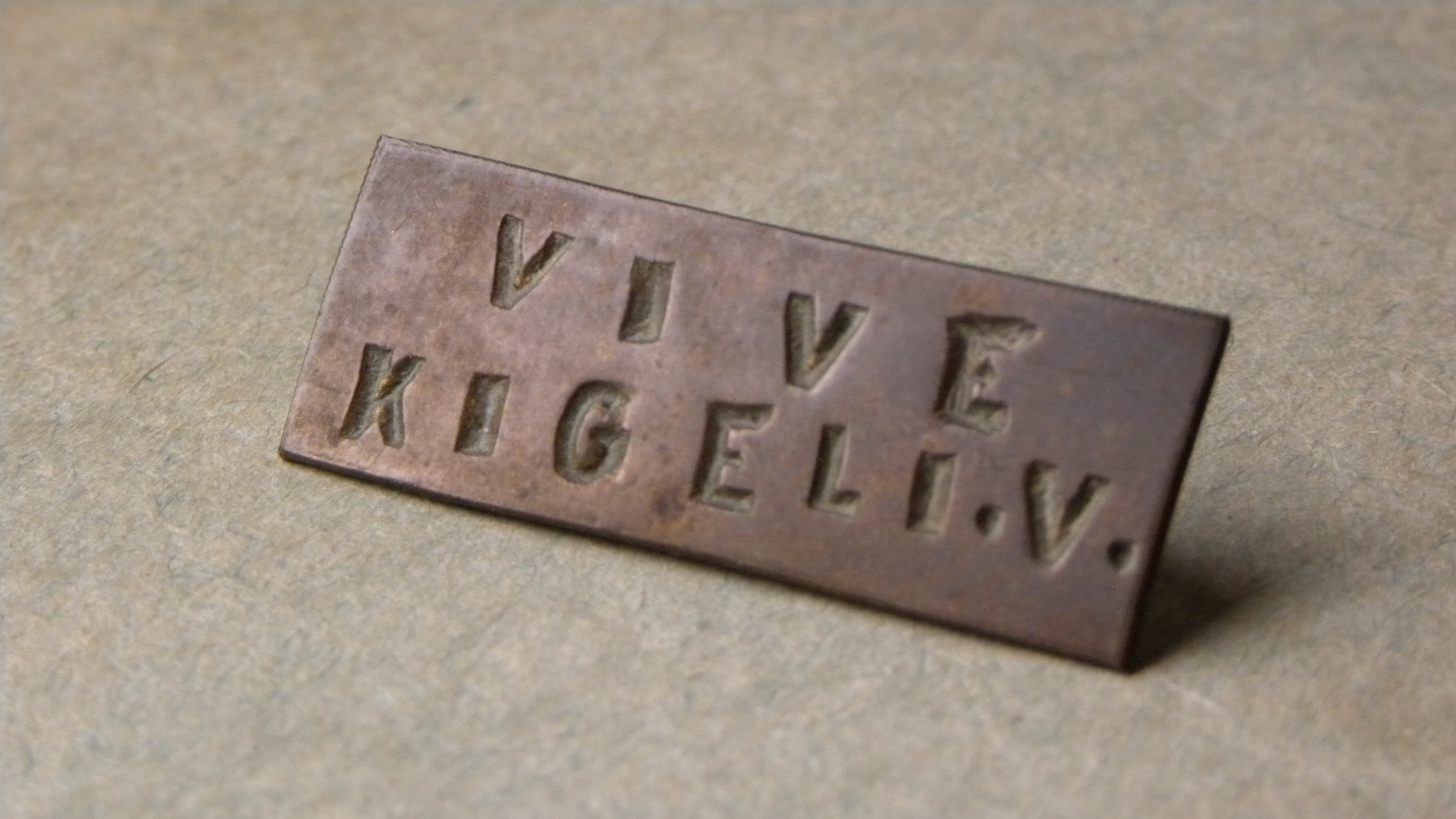
Роялистский значок на лацкан со слоганом «Vive Kigeli V» периода социальной революции в Руанде

В воскресенье, 1 ноября 1959 года, Доминик Мбоньюмутва, один из немногочисленных хуту на высших должностях в колониальной администрации, активист за права хуту и член партии «Пармехуту», подвергся нападению после посещения мессы со своей женой возле церкви, недалеко от своего дома в Баймане, в провинции Гитарама. Нападавшими были девять членов молодёжного крыла UNAR, которые мстили за отказ Мбоньюмутвы подписать письмо протеста организации, которое осуждало произведённые ранее бельгийцами смещение и арест трёх вождей тутси (см. абзац выше). Сначала они вовлекли его в разговор о всё растущем влиянии хуту на жизнь в Руанде, а после нанесли удар кулаком. Мбоньюмутва смог отбиться от нападавших и вместе с женой спокойно вернулся домой, но по стране стали расползаться слухи, что он был убит. Джеймс Карни предположил, что эти слухи Мбоньюмутва мог распускать сам.
Нападение на Мбоньюмутву стало очередным катализатором, вызвавшим ожидаемый, в связи с напряжённостью в предыдущие месяцы, насильственный конфликт между хуту и тутси. 2 ноября, на следующий день после нападения, хуту устроили акцию протеста напротив дома вождя тутси Афанасе Гашагазы, непосредственного начальника Мбоньюмутвы, в Ндизе (провинция Гитарама). Демонстрация завершилась мирно, но на следующий день в том же месте прошла ещё одна, которая переросла в массовую драку. Хуту с лозунгом «за Бога, церковь и Руанду» убили четырёх тутси и заставили Гашагазу скрыться и покинуть свой пост. Его место занял Мбоньюмутва. Таким образом началась так называемая «ноябрьская революция», которую в официальных бельгийских кругах описали словами «гражданская война».
Протесты, которые ранее медленно тлели, быстро переросли в массовые беспорядки и вскоре охватили всю страну: объединённые в группы, хуту перемещались по своим районам и нападали на дома тутси. 7 ноября началось восстание в Гичумби и Каронги, а 10 ноября волнения добрались до Ньябисинду и Кигали (при том, что последний населяли преимущественно тутси). Исключением стали провинция Астрида, где проживал Жозеф Гитера, и крайние юго-западные и восточные регионы страны — Русизи и Нгома. Хуту в основном поджигали имущество тутси и грабили их дома, а не убивали. Жертв в этот период было немного — они были связаны со случаями, когда тутси давали активный отпор. Сначала в Ндизе, а затем и по всей стране хуту сожгли дотла множество домов тутси. Главным их «оружием» был парафин — легковоспламеняющееся и широкодоступное, благодаря использованию в лампах, средство. Оставшись без крова, одни тутси принялись искать убежище в домах бельгийских католических миссионеров, в то время как другие направились в другие колонии, такие как Бельгийское Конго или британская Уганда. Поджигатели вербовали в свои ряды крестьян из деревень, быстро распространив восстание по всей стране. При этом многие из мятежников-хуту, веря, что король является сверхчеловеком для тутси, утверждали, что совершают нападения от его имени. Самые сильные беспорядки происходили на северо-западе колонии. Например, в провинции Мусанзе сгорели все дома, в которых на момент мятежа жили тутси.
Первоначальная реакция бельгийских властей на насилие была сдержанной: в начале ноября колониальное правительство имело на территории Руанды лишь 300 военнослужащих, несмотря на существующую угрозу начала гражданской войны, которая лишь усилилась за прошедшие месяцы. Альфонс ван Хоф, белый отец, работавший в стране, описал бельгийские силы как «несколько джипов, мчащихся по дороге» (англ. a few jeeps speeding along the road). Некоторые поджигатели были арестованы, но колонизаторы не смогли предотвратить распространение восстания и были вынуждены вызвать подкрепление из Конго. Король попросил у бельгийцев разрешения сформировать собственную армию для борьбы с насилием, однако колониальный губернатор отказал ему в этой просьбе. Как утверждает Джеймс Карни, представитель колониальной власти опасался, что если дать тутси вооружиться, то данный кризис действительно перерастёт в полномасштабную гражданскую войну.
Несмотря на отказ в вооружении, 7 ноября король Кигели V начал контрнаступление против восставших. Мобилизовав тысячи верных ему ополченцев, он приказал арестовать или убить несколько видных лидеров националистических движений хуту в надежде, что потеря командования приведёт к «подавлению остальных крестьян». Среди погибших в ходе контратак был брат Гитеры, который являлся одним из руководителей APROSOMA. Многие из арестованных были доставлены в королевский дворец в Ньянзе, где их пытали члены UNAR. Кайибанда в это время успешно скрывался, и поэтому его схватить не удалось. 9 и 10 ноября отряды Кигели V атаковали возвышенность в Саве, недалеко от Астриды, стремясь добраться до дома лидера APROSOMA и схватить его. Гитера собрал все имевшиеся у него силы на защиту холма и позже контратаковал в ответ. Силам короля не хватило боевого опыта, чтобы выиграть эту битву, и в конце концов колониальные власти направили собственные силы в Саве с целью предотвращения дальнейшего кровопролития. Это привело к побегу Гитеры. Хотя у Кигели и UNAR оставалось больше сил, и они были лучше вооружены, чем группировки хуту, тутси знали, что бельгийцы теперь решительно поддерживают националистов. Они понимали и то, что время работало на противника. Поэтому UNAR при поддержке короля стремилась максимально быстро добиться независимости и воспользоваться обретённой полнотой власти в своих интересах.

### Прибытие Ги Логье
Ноябрьское восстание 1959 года и последующие боевые действия между хуту и тутси положили начало революции, но, как утверждает историк Джеймс Карни, именно решительное вмешательство в конфликт бельгийцев обеспечило изменение ролей этих двух этнических групп в независимой Руанде. Наиболее важное решение принял Ги Логье, полковник бельгийской армии, который служил в Бельгийском Конго в составе колониальной жандармерии «Форс Пьюблик». По утверждению Катарин Ньюбери, Логье был близким другом губернатора Руанды-Урунди Жана-Поля Арруа, и ещё до начала революции последний попросил полковника приехать в Руанду, чтобы оценить расквартированные там силы Бельгии. После первой вспышки насилия Логье ускорил свой отъезд из Конго и 4 ноября уже прибыл в Руанду. Вместе с ним прибыли несколько солдат. Арруа отдал той боевой группе приказ любым способом восстановить порядок в колонии.
Описанный Карни как набожный католик и социал-демократ по политической ориентации, Ги Логье решил помочь хуту обрести власть в стране. Отчасти это было связано с соображениями безопасности, поскольку он утверждал, что хуту продолжат своё насилие, если тутси останутся у власти. Тем не менее полковник выступал за революцию на демократических основаниях, поскольку видел в этом возможность для «угнетённых крестьян-хуту» восстать против правящего класса из тутси. Позже он писал в своих мемуарах:
Некоторые из моих помощников считали, что я был неправ, когда относился с таким пристрастием к тутси, и что я вёл Руанду по пути демократизации, конец которой был далёк и не определён. Это, вероятно, было желание положить конец надменности и разоблачить двуличие, которое лежало в основе деспотичной и несправедливой аристократии.
После того как Кигели и UNAR устроили нападение на лидеров хуту ради справедливого, по их мнению, возмездия, приоритетной задачей Логеста и его людей стала защита мятежников.
12 ноября, после того как Арруа объявил чрезвычайное положение, он назначил Логье «особым военным губернатором» с мандатом на любые действия с целью восстановления порядка в колонии. Чувствуя, что независимость страны неизбежна и что UNAR и руководство тутси имеют возможность достаточно быстро сформировать независимое королевство тутси, Логье со всей решительностью подтолкнул политические силы в стране к помощи хуту в установлении республики. При поддержке Арруа он назначил нескольких представителей интеллигенции на высшие административные должности. Затем Логье заменил на хуту более половины вождей тутси. Большая часть назначенцев при этом принадлежала к националистической «Пармехуту». Полковник назвал эти назначения временными и заявил, что вскоре последуют прямые и полностью демократические выборы. При этом, если многих членов UNAR предали суду и осудили за совершённые ими в ходе «ноябрьской революции» преступления, хуту из группировок «Пармехуту» и APROSOMA, виновные в поджогах и убийствах, избежали наказания и ушли без предъявления обвинений. В декабре 1959 года Логье получил новую должность — «особого гражданского губернатора», заменив более консервативного политика Андре Преудомме (фр. André Preud'homme). Бельгийское правительство уполномочило полковника свергнуть короля Кигели V и наложить вето на его решения, что означало установление де-факто «конституционной диктатуры» при полной власти Ги Логье как фактического руководителя страны.

### «Пармехуту» набирает силу
В период после смерти Мутары III в июле 1959 года и последующего переворота против бельгийцев со стороны тутси движение «Пармехуту» Кайибанды получило решающее преимущество в уровне поддержки по сравнению с APROSOMA Гитеры и UNAR тутси. Последняя выступала за инклюзивный подход к руандийскому национализму, в то время как авторитарное правление короля подпитывало враждебные к тутси настроения среди хуту. Власть и поддержка «Пармехуту» ещё больше усилились после ноябрьских протестов и беспорядков, когда Логест назначил временных лидеров, которые принадлежали в основном к этой партии, что позволило им задавать повестку дня и контролировать проведение будущих выборов. Несмотря на это, члены партии утверждали, что людям хуту всё ещё требуется больше времени, чтобы «достаточно эмансипироваться и начать эффективно защищать свои права». Они успешно лоббировали бельгийцев, убедив их перенести выборы с января на июнь 1960 года. В марте Руанду посетила делегация Организации Объединённых Наций, которая должна была оценить прогресс политических реформ в стране на пути к независимости. Во время её визита основные политические партии поощряли уличные демонстрации, которые перерастали в новые вспышки насилия. Некоторые дома тутси сжигались прямо на глазах у представителей делегации. Это побудило представителей ООН в апреле 1960 года заявить, что бельгийские планы на июньские выборы неосуществимы. Вместо этого они предложили бельгийцам провести круглый стол с участием всех политических группировок, чтобы положить конец насилию. В этом же году, за некоторое время до выборов, «Пармехуту» выступила с заявлением, направленным в сторону антиколониального движения всего мира. Оно получило название «Appel pathétique» (дословно — «Страстный призыв») и де-факто отождествило европейский колониализм и ранний феодализм:
Население Руанды-Урунди желает независимости от двух колонистов: европейцев и тутси. Первый колониализм в истории Руанды — это феодализм колониального характера. Хуту, составляющие 85 % населения страны, подвергались насилию [со стороны] бесчеловечного феодального режима тутси, пришельцев из Эфиопии, что составляют не более 14 % населения [страны].
Несмотря на предостережение, бельгийские власти решили всё же провести выборы в июне/июле 1960 года. Их результатом стала решительная победа «Пармехуту», которая получила 160 из 229 мест (в целом же разные партии хуту получили на выборах 83,94 % голосов). Все партии тутси вместе взятые контролировали лишь 19 мест. Члены «Пармехуту» немедленно лишили местных вождей их прав и власти. Они проводили политику, подобную феодализму в годы «королевства» Руанда и Руанды-Урунди, однако при этом отдавали предпочтение хуту. Несмотря на то, что Логье объявил об окончании революции после проведения выборов, насилие продолжилось: массовые убийства тутси происходили на протяжении всего периода 1960—1961 годов. Король Кигели V, который жил фактически под арестом в южной части страны, в июле 1960 года окончательно бежал и несколько десятилетий жил в различных странах Восточной Африки, прежде чем обосноваться в США.

### Переворот и независимость
После выборов 1960 года, закрепивших господство хуту, Бельгия в целом и Логье в частности поддержали «Пармехуту» и утвердили результаты выборов. Влияние тутси было практически уничтожено. Совет по опеке ООН, в котором доминировали страны коммунистического блока, поддерживавшие UNAR, был недоволен произошедшим. Он выпустил две резолюции от имени Генеральной Ассамблеи под номерами 1579 и 1580, которые призывали к новым выборам и референдуму о монархии. Логест решительно отклонил их как «совершенно бесполезные». В январе 1961 года в Бельгии прошла конференция по вопросу национального примирения, закончившаяся неудачей, после чего в Руанде начался переворот, направленный на окончательное свержение монархии.

Флаг, представленный в ходе переворота

Министр внутренних дел Жан-Батист Рвасибо созвал национальное совещание местных выборных должностных лиц, якобы для обсуждения вопросов поддержания порядка на предстоящих выборах до получения независимости. Рано утром 28 января 1961 года грузовики начали доставлять членов коммунальных советов и бургомистров в город Гитарама. В конечном итоге было собрано 3126 местных чиновников. Группа собралась на городском рынке, чтобы выслушать ряд ораторов. Неподалёку собралось около 25 тысяч человек, которые собирались следить за процессом. Первым выступил Рвасибо, который произнёс длинную речь с критикой монархии и закончил её вопросом: «Каково будет решение проблемы монархии? Когда мы покинем царство „временщиков“? На эти вопросы обязаны ответить вы, бургомистры и советники, представители руандийского народа». Затем выступил Гитера, который говорил на языке киньяруанда. Он объявил об отмене монархии и её регалий, включая королевский барабан, и провозгласил создание «демократической и суверенной Республики Руанда». Толпа ответила аплодисментами и несколькими возгласами «Vive la république!» (с фр. — «Да здравствует республика»). Затем Кайибанда обратился к толпе на французском языке. Он повторил провозглашение Гитеры, вызвав ещё больше аплодисментов. Тогда же они вдвоём представили новый национальный флаг красного, жёлтого и зелёного цветов.
Затем местные чиновники приступили к работе в качестве учредительного собрания, которое должно было избрать первого президента республики. После того как голоса разделились по региональному признаку за Кайибанду, Гитеру и Бальтазара Бикамумпаку, собрание выбрало Мбонюмутву в качестве консенсусного кандидата. Оно также избрало новое Законодательное собрание из 44 членов, 40 из которых были от «Пармехуту», а 4 от APROSOMA. Затем толпа попросила Кайибанду сформировать новое правительство. К 19:00 был согласован кабинет из 10 членов с последним в качестве премьер-министра. Тогда же был создан верховный суд и обнародована 80-статейная конституция, вдохновлённая конституцией Франции и бывших французских колоний. Провозглашение республики вызвало массовые демонстрации поддержки по всей стране. Новый режим заявил о своей готовности оставаться подопечной территорией под бельгийским надзором и выразил желание встретиться с официальными лицами Бельгии и ООН.
ООН опубликовала отчёт, в котором резюмировала, что «одна система угнетения сменила другую» (англ. oppressive system has been replaced by another one), однако хоть как-то повлиять на события она оказалась неспособна. В сентябре 1961 года «Пармехуту» получила контроль над законодательным советом, который провозгласил Грегуара Кайибанду президентом Руанды, а 1 июля следующего года страна стала полностью независимой. Правительство установило эту дату как государственный праздник, названный «Днём спасения».

## Влияние
Революция оказала значительное влияние на многие страны всего района Великих Африканских озёр, в первую очередь на Руанду и Бурунди. Американский историк Катарин Ньюбери и ссылающийся на её работу российский историк Иван Владимирович Кривушин называют это влияние ключевым. В частности, в Бурунди (которая ранее вместе с Руандой входила в состав колонии Руанда-Урунди) усилилась социальная и национальная напряжённость между хуту и тутси. Правительство страны с тех пор всеми силами пыталось избежать аналогичной революции. В 1972 году по его приказу было убито несколько тысяч хуту в ответ на попытку восстания.

## Последствия

### Исход тутси и нападения повстанческих группировок на земли Руанды
В ходе революции были убиты десятки тысяч человек, возможно, более ста тысяч. По мере её развития многие тутси стали покидать Руанду, спасаясь от чисток и убийств. Исход начался ещё во время поджогов 1959 года и неуклонно продолжался на протяжении всей революции и даже после неё. Большинство тутси поселились в четырёх соседних странах — Бурунди, Уганде, Танганьике (современная Танзания) и Республике Конго (Леопольдвиль) (современная Демократическая Республика Конго). Изгнанники, в отличие от этнических тутси, которые переселились в эти страны в раннюю колониальную эпоху, рассматривались принимающими странами как беженцы; среди них появились лидеры, которые почти сразу же стали агитировать за возвращение в Руанду. При этом их цели и методы различались: некоторые стремились заключить мир с «Пармехуту» и жить сообща, а другие надеялись устранить новую власть, силой вернуть трон королю Кигели V и организовать конституционную монархию. Однако они были значительно разобщены и дезорганизованы. Наряду с монархистами в рядах повстанцев были и социалисты, которые со временем стали преобладать. С конца 1962 года вооружённые группировки, состоявшие из изгнанников тутси (официальное правительство именовало их «иньензи», руанда inyenzi, дословно — «тараканы»), начали налёты на территорию Руанды с переменным успехом. На юге от республики, в Бурунди, установилась власть тутси, и наступавшие с этой стороны группировки нанесли немалый ущерб южной части Руанды. Беженцы в Конго, Уганде и Танганьике значительно реже организовывали подобные военные операции из-за местных условий; например, в последней из стран их приняли очень хорошо, и многие тутси приняли решение остаться здесь навсегда, отказавшись от попыток вернуться в Руанду. При этом нападения вооружённых группировок заставили многих тутси, ещё живших в Руанде, бежать за пределы страны, поскольку правительство Кайибанды отвечало на агрессию репрессиями против них.

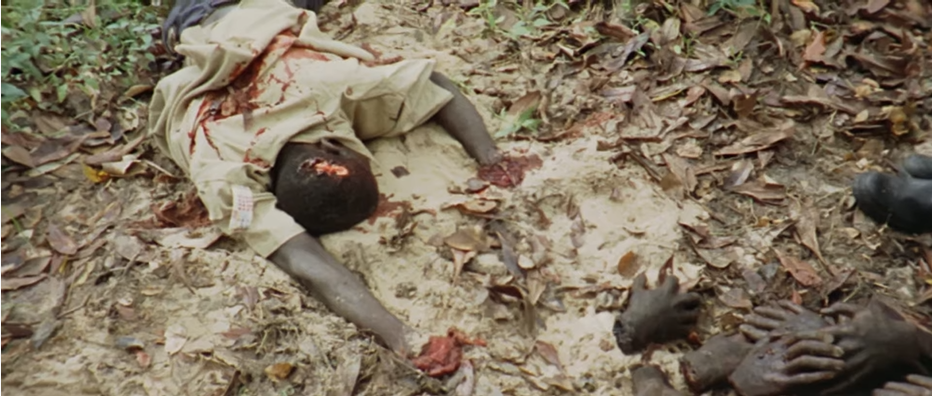
Тутси, убитые в январе 1964 года

Уже в декабре 1963 года базирующаяся в Бурунди повстанческая группировка предприняла масштабное наступление против властей новой Руанды, захватила провинцию Бугесера и начала движение в сторону столицы страны, Кигали. Правительственные войска без особых проблем разбили плохо оснащённые и слабо организованные повстанческие отряды. В ответ власти Руанды осуществили самую жестокую на тот момент расправу — за месяц в период с декабря 1963 по январь 1964 года хуту убили около 10—20 тысяч человек, включая всех политиков-тутси колониальной эпохи, ещё живших в стране. Международное сообщество де-факто никак не отреагировало на происходящее, и власть «Пармехуту» лишь усилилась. Это поражение положило конец нападениям группировок тутси, которые более не представляли угрозу правительству Кайибанды, на долгие годы. В 1964 году Кайибанда официально запретил создавать партии, которые продвигали бы интересы тутси, и ввёл квоту в 9 % (то есть не более 9 % от общего числа) на количество представителей этой национальности в учебных заведениях и на государственной службе. Ограничения коснулись и армии: тутси отныне не могли становится офицерами, а мужчинам-хуту было вновь запрещено вступать с женщинами-тутси в брак (бельгийцы и немцы не возражали против этого). В государственных (а нередко и в частных) СМИ силами пропаганды тутси выставлялись чуждой Руанде нацией, которая была ответственна за все беды страны. К этому же году лишь по официальным данным около 336 тысяч тутси эмигрировали за пределы Руанды.

### Постреволюционная Руанда

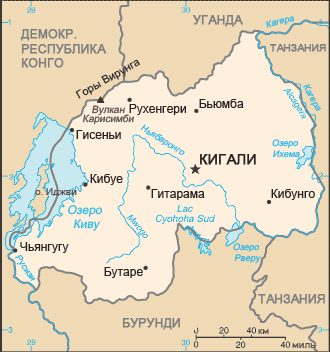
Карта Руанды после достижения независимости

После состоявшейся резни тутси и разгрома крупнейшей на тот момент повстанческой группировки Грегуар Кайибанда и «Пармехуту» беспрепятственно правили Руандой на протяжении всего последующего десятилетия. Гегемония хуту во всех аспектах политической жизни оправдывалась «демографическим большинством и демократическим устройством». Хотя официально правительство «первой республики» заявляло о поддержке экономики и других социальных инстанций, де-факто оно ими не занималось. Данный режим не терпел инакомыслия ни в каком проявлении, установив строго вертикальную ориентацию власти как в дореволюционной феодальной монархии, с фаворитизмом и непринятием политической оппозиции. При этом власти страны продвигали религию и пытались создать глубоко верующее католическое общество. К началу 1970-х из-за такой политики страна оказалась в международной изоляции, и внутри «Пармехуту» началось расслоение. В 1973 году главнокомандующий армией Жювеналь Хабьяримана организовал военный переворот и, убив Кайибанду, сам занял пост президента страны.
Хабьяримана организовал собственную партию — «Национальное революционное движение за развитие» со слоганом «Мир и национальное единство». Она стала единственной законной в стране, и к ней должен был принадлежать каждый гражданин. Установленный Хабьяриманой режим отличался авторитаризмом, иногда его называют тоталитарной диктатурой. К 1990 году Хабьяримана, находившийся под давлением союзной Франции, вынужденно ввёл многопартийность, однако политический режим оставался исключительно авторитарным, а большая часть законной оппозиции была номинальной.
В том же, 1990 году новая военизированная организация, ранее созданная беженцами тутси, — Руандийский патриотический фронт (РПФ) — начала наступление на Кигали, вторгнувшись в северные регионы страны со стороны Уганды, где ранее помогла повстанческой группировке Йовери Мусевени одержать победу в гражданской войне. В течение трёх последующих лет шли бои, в основном удачные для РПФ, однако ни одна из сторон так и не получила решающего перевеса. Несмотря на это, массовые демонстрации в стране, уставшей от войны, вынудили Хабьяриману пойти на перемирие и 4 августа 1993 года подписать соглашения, названные Арушскими — в честь города в Танзании, где проходили переговоры. Однако им было не суждено сбыться, поскольку в день прекращения огня неизвестные сбили самолёт, на котором летели Хабьяримана и президент Бурунди Сиприен Нтарьямира. Убийство Хабьяриманы стало катализатором для начавшегося сразу после этого события, в апреле 1994 года, геноцида, в ходе которого радикалы убили от 200 тысяч до одного миллиона человек в основном из числа тутси и умеренных хуту, что не хотели участвовать в расправах. Истребление сопровождалось массовыми изнасилованиями и жестокостью, в него была вовлечена большая часть населения страны, а длился этот процесс ровно 100 дней. В ходе этих событий сильно пострадали и тва (по некоторым оценкам — в процентном соотношении даже больше, чем тутси), хотя они не являлись непосредственной мишенью геноцида. Повстанцы под руководством Поля Кагаме методично отвоевали Руанду, взяв под контроль всю страну к середине июля 1994 года. По состоянию на 2024 год власть в стране всё ещё остаётся за Кагаме, а установленный им политический режим называют первой в Африке «диктатурой развития» по «сингапурской модели».

### Комментарии
1. ↑  Термины «княжество» и «королевство» являются достаточно условными[23], в Чёрной Африке тех лет были скорее родоплеменные образования.
2. ↑  Руандийское название «королей», происходящее от руандийского же слова «мвамуа» (руанда mwamua, — «посредничать», «судить»)[47].
3. ↑  Мухуту (руанда muhutu) означает человека хуту мужского пола[62].
4. ↑  Франкоязычный ярлык, использовавшийся в колониальную эпоху для обозначения коренного жителя Африки или Азии, «эволюционировавшего» путём европеизации[англ.] и принявшего европейские ценности. Они говорили по-французски, следовали европейским законам и работали преимущественно на должностях «белых воротничков»[68].
5. ↑  Бахуту (руанда bahutu) — второе название народа хуту[74].
6. ↑  Система, которая обеспечивала господство тутси в политической жизни. Она заключалась в заключении между двумя людьми неравного статуса соглашения о зависимости одного от другого. Как и в системе европейского средневекового феодализма, господин давал подчинённому защиту в обмен на ресурсы и работу на себя. Иногда такое соглашение могло быть заключено между двумя тутси, но чаще всего заключалось между тутси как сеньором и хуту как подданным. Эта система была принята в Руанде ещё до начала господства европейских колонизаторов[76] и отмечается историками в качестве одного из основных атрибутов страны[77].
7. ↑  Согласно Катарин Ньюбери, группа находилась в стране с 22 апреля по 7 мая 1959 года[92].
8. ↑  Катарин Ньюьбери писала, что организацию основал кто-то из приближённых мвами по его приказу, однако когда король захотел начать ей управлять лично, руководители выступили резко против[104].
9. ↑  См. также полный текст заявления Архивная копия от 20 апреля 2023 на Wayback Machine
10. ↑  Его полный текст см. Appel pathetique du Ruanda // Rwanda politique :  [фр.] / documents présentés par F. Nkundabagenzi ; préface de Benoît Verhaegen[англ.]. — Brussels : Centre de recherche et d'information socio-politiques, 1962. — P. 247—252. — 424 p. — (Les dossiers du C.R.I.S.P., Centre de recherche et d'information socio-politiques).
11. ↑  Согласно работе журналиста-международника Стивена Кинзера[англ.], называемой другими авторами «официальной историей Руанды», написанной под влиянием и по указке Поля Кагаме[163], данный термин придумали сами повстанцы для описания себя из-за того, что нападали ночью, однако в дальнейшем он стал применяться в стане их противников уже как уничижительный ярлык[164].
12. ↑  Согласно канадскому политологу и специалисту по правам человека Сьюзен Томсон, непосредственно убивали с особой жестокостью по разным данным от 175 до 250 тысяч человек. Именно их Руандийский патриотический фронт считал ответственными за произошедшую бойню[193]. Примерно такое же количество людей после побега в Заир стало вооружаться для того, чтобы свергнуть нового руководителя страны Поля Кагаме и вернуться на родину. Согласно Томсон, всего в Заире находился один миллион 242 тысячи беженцев из Руанды[194], из-за чего Кагаме вторгся в страну[195] и сверг правившего там многолетнего диктатора Мобуту Сесе Секо[196].